# Ramapo
Ramapo – miasto w Stanach Zjednoczonych, w stanie Nowy Jork, w hrabstwie Rockland.